# 1955

## Події
- 9 травня — Федеративна Республіка Німеччина увійшла до складу НАТО.
- 14 травня — підписано Варшавський договір про дружбу, співробітництво і взаємну допомогу.
- 11 червня — в Ле-Мані (Франція) під час автогонок трапилась найбільша автокатастрофа в історії
- 6-7 вересня — в Стамбулі стався погром грецької меншості.
- 18 жовтня — пуск першого агрегату Каховської ГЕС.

### Наука
- Відкриття антипротона.
- 12 грудня — британський інженер Крістофер Кокерелл патентує перше судно на повітряній подушці.

## Вигадані події
- Події трилогії фільмів «Назад у майбутнє».

## Народились
Див. також: Категорія:Народились 1955
- 6 січня — Рован Аткінсон, британський актер-комік. Знявся в «Містер Бін», та ін.
- 10 січня — Міхаель Шенкер, німецький рок-музикант («Scorpions»).
- 18 січня — Кевін Костнер, американський актор, режисер.
- 26 січня — Едді Ван Гален, американський рок-музикант, співак.
- 2 лютого — Лешек Енґелькінґ, польський поет, прозаїк, перекладач, критик і літературознавець.
- 4 лютого — Равіль Сафіуллін, президент Професійної футбольної ліги України (з 2001 р.).
- 19 лютого — Джефф Денієлс, американський актор.
- 24 лютого — Ален Прост, французький автогонщик «Формула-1».
- 24 лютого — Стівен Джобс, американський інженер, бізнесмен, співзасновник компанії «Apple Computer».
- 9 березня — Орнелла Муті, італійська кіноакторка.
- 16 березня — Ізабель Юппер, французька кіноакторка.
- 19 березня — Брюс Уілліс, американський актор.
- 19 березня — Валентина Сазонова, український дизайнер одягу, авторка ляльок, громадський і культурний діяч України.
- 19 березня — Піно Даніеле, італійський кантауторе, музикант та композитор.
- 24 березня — Білозір Ігор Йосипович, народний артист України, український композитор і виконавець, лідер ВІА «Ватра» (пом. 2000).
- 31 березня — Ангус Янг, шотландський рок-музикант, гітарист гурту «AC/DC».
- 4 квітня — Мік Марс, американський рок-музикант, гітарист гурту «Motley Crue».
- 13 квітня — Хакамада Ірина Муцуївна, російський політик, голова руху «Общее дело» і Союзу Правих Сил, депутат Держдуми.
- 17 квітня — Ерін Моуре, канадська поетеса, перекладач.
- 21 квітня — Кріс Кельмі, російський поп-співак, композитор.
- 24 квітня — Майкл О'Кіфі, американський актор.
- 24 квітня — Макаров Юрій Володимирович, український журналіст, телеведучий.
- 29 квітня — Лариса Іванівна Удовиченко, російська кіноакторка.
- 15 травня — Лі Хорслі, актор.
- 16 травня — Корбут Ольга Валентинівна, білоруська гімнастка.
- 21 травня — Стен Лінч, музикант, ударник гурту «Tom Petty and the Heartbreakers».
- 31 травня — Володимир Кузьмін, російський співак, композитор.
- 1 червня — Євгенія Павлівна Симонова, російська акторка.
- 2 червня — Дана Карві, актор.
- 10 червня — Ендрю Стівенз, актор.
- 15 червня — Джулі Гаґерті, акторка.
- 16 червня — Лорі Меткалф, акторка.
- 16 червня — Чубайс Анатолій Борисович, російський політик.
- 20 червня — Майкл Ентоні, бас-гітарист рок-гурту «Van Halen».
- 21 червня — Мішель Платіні, французький футболіст.
- 26 червня — Мік Джонс, англійський рок-гітарист, співак.
- 27 червня — Ізабель Аджані, акторка.
- 9 липня — Джиммі Сміт, актор.
- 10 липня — Леонід Буряк, український футболіст, тренер.
- 11 липня — Сергій Пантелеймонович Бабінов, радянський хокеїст.
- 22 липня — Віллем Дефо, американський актор.
- 23 липня — Сергій Тарута, український підприємець.
- 25 липня — Іман, модель, дружина Дейвіда Боуі.
- 29 липня — Жан-Юг Англад, французький актор.
- 31 липня — Микола Федоренко, український футболіст, тренер.
- 5 серпня — Алекс Ван Хален, американський музикант, засновник гурту «Van Halen».
- 6 серпня — Танасов Сергій Іванович, український політик.
- 8 серпня — Герберт Прохазка, колишній австрійський футболіст і футбольний тренер.
- 19 серпня — Тамара Яценко, українська актриса театру та кіно.
- 24 серпня — Олександр Чародєєв, український політик.
- 11 вересня — Пупо, італійський поп-співак, кантауторе та телеведучий.
- 14 вересня — Стів Берлін, американський рок-музикант.
- 15 вересня — Пилат Володимир, український дослідник та знавець бойових мистецтв, засновник стилю та Верховний Учитель бойового гопака.
- 17 вересня — Микола Кизим, науковець-економіст.
- 20 вересня — Раїса Етуш.
- 25 вересня — Карл-Хайнц Румменіге, німецький футболіст.
- 10 жовтня — Дейвід Лі Рот, американський рок-музикант («Van Halen»).
- 28 жовтня — Білл Гейтс, американський програміст, бізнесмен, керівник корпорації «Microsoft».
- 10 листопада — Роланд Еммеріх, американський кінорежисер, продюсер, сценарист.
- 12 листопада — Леслі Макіоун, шотландський поп-співак.
- 30 листопада — Біллі Айдол, англійський рок-музикант, співак.
- 18 грудня — Рей Ліотта, американський актор.

## Померли
Див. також: Категорія:Померли 1955
- 18 квітня — Альберт Ейнштейн

## Нобелівська премія
- з фізики: Вілліс Юджин Лемб — «За відкриття, пов'язані з тонкою структурою спектра водню»; Полікарп Куш — «За точне визначення магнітного моменту електрона»
- з хімії: Вінсент дю Віньо — «За роботу з біологічно активними сполуками, і перш за все за вперше здійснений синтез поліпептідного гормону»
- з медицини та фізіології: Гуґо Теорель — «За відкриття, що стосуються природи і механізму дії окислювальних ферментів»
- з літератури: Галдор Лакснесс
- премія миру: Премію не присуджували